# ボヘミアの醜聞
『ボヘミアの醜聞』（ボヘミアのしゅうぶん、原題："A Scandal in Bohemia"）は、イギリスの小説家、アーサー・コナン・ドイルによる短編小説。シャーロック・ホームズシリーズの1つで、56ある短編小説のうち最初に発表された作品である。『ストランド・マガジン』1891年7月号初出。1892年発行の短編集『シャーロック・ホームズの冒険』(The Adventures of Sherlock Holmes ) に収録された。
長編『緋色の研究』『四つの署名』に続いて発表されたシャーロック・ホームズシリーズの第3作目。「ボヘミアの醜聞」をはじめとするシリーズの短編は『ストランド・マガジン』に連載され、シドニー・パジェットの挿絵とともに読者の支持を得た。日本語版では、訳者により「ボヘミア国王の醜聞」という邦題も使用される。

## あらすじ

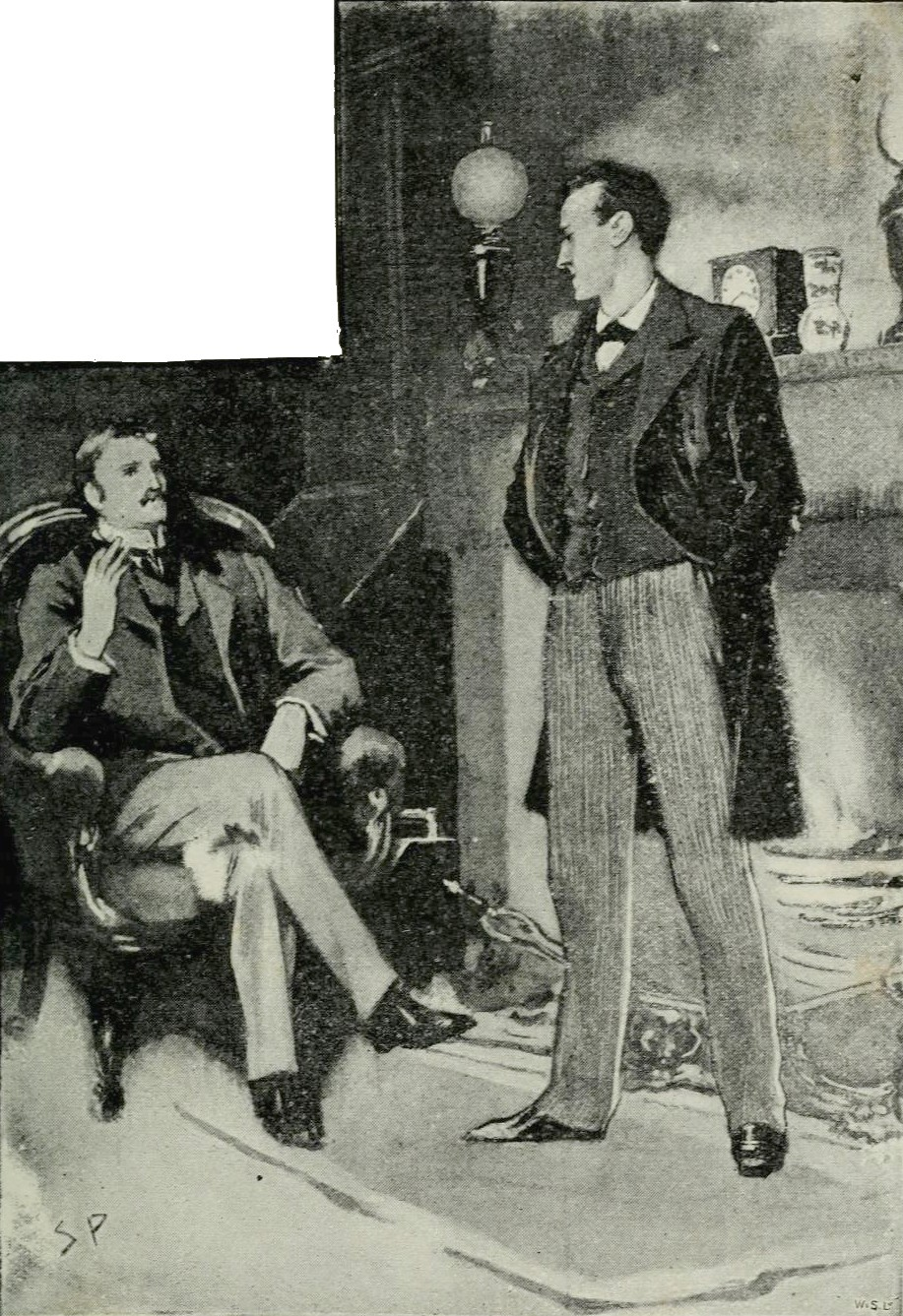
ホームズとワトスン - シドニー・パジェット画、『ストランド・マガジン』に掲載された最初の挿絵

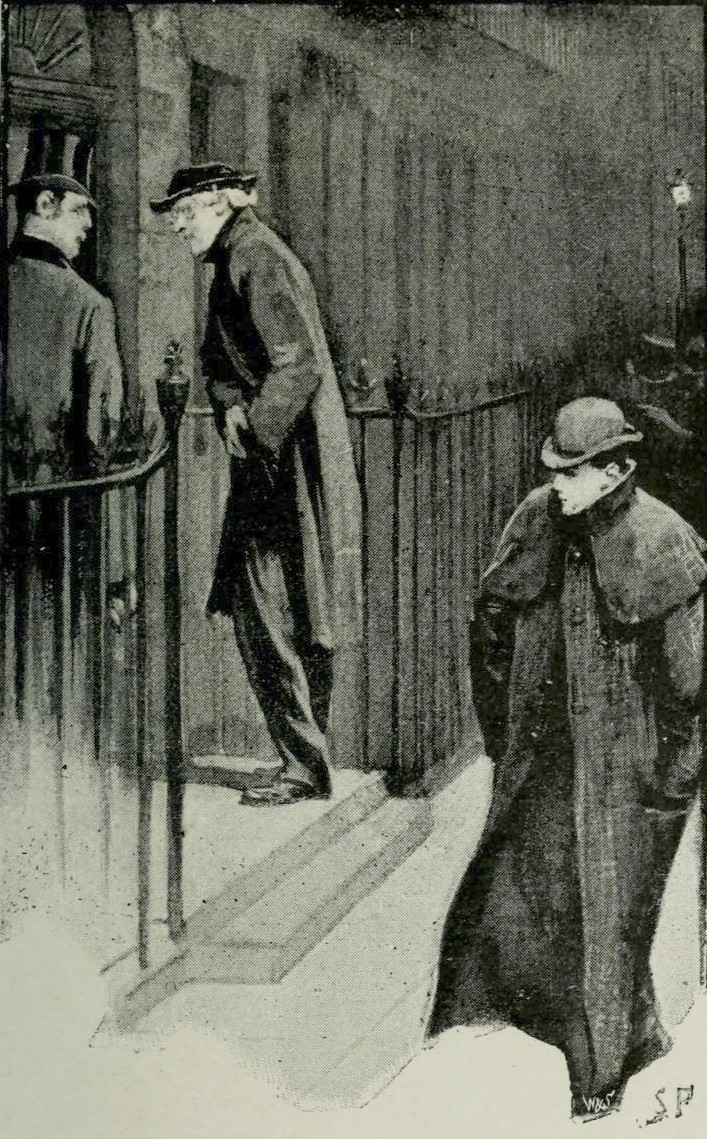
“Good-night, Mister Sherlock Holmes.”聖職者に変装したホームズ、ワトスン、男装のアイリーン - シドニー・パジェット画、「ストランド・マガジン」掲載の挿絵

シャーロック・ホームズには、いつでも「あの女性」と呼ぶ人がいる。
1888年3月20日、結婚して開業医に戻っていた伝記作家のジョン・H・ワトスンは、往診の帰り道に独身時代に私立諮問探偵のシャーロック・ホームズと共同生活を送っていたベーカー街221Bの前を通り掛かる。懐かしさから部屋を訪ねると、再会したホームズはワトスンを観察し、やや肥ったことから結婚生活が似合っているようだと評し、さらに最近ワトスンが風邪を引いたことなどを言い当てる。そして上質な紙の手紙を見せ、間もなく依頼人が来ると話す。やがて立派な馬車が乗り付け、顔に仮装用のマスクを付けた身長2mはあるであろう大男が部屋に通されてきた。
マスクの男はフォン・クラム伯爵と名乗り、ボヘミア王家の問題で代理人としてきたと言うが、ホームズは伯爵の正体がボヘミア国王その人であると見抜く。伯爵はボヘミア王であると認めてマスクを取り、依頼の内容を語り出す。
5年前、王太子であった王はアイリーン・アドラーと交際していた。アイリーンはコントラルト歌手でオペラのプリマドンナである。王は近くスカンディナヴィアの王女と結婚することが決まったのだが、そこへアイリーンが、二人で撮影した写真を王女へ送りつける、と脅迫してきたのである。写真が送られれば破談は必至であり、王は写真を取り戻すために人を雇う。しかし、家捜しや強盗をさせたにもかかわらず、写真を見つけることはできなかった。写真を送ると予告された婚約発表の日が迫り、自らホームズへ依頼に来たのであった。
写真を取り戻す依頼を引き受けたホームズは、馬丁に変装して情報を集め、ゴドフリー・ノートンという弁護士の男が毎日アイリーンを訪ねていることを知る。ホームズがアイリーンの家を見張っていると、訪ねてきたノートンとアイリーンが馬車でどこかへ出発する。ホームズが後を追うと、馬車はセント・モニカ教会に着く。教会にはアイリーン、ノートン、牧師の3人がおり、入ってきた馬丁（ホームズ）に協力を要請する。これはホームズにとっても想定外の出来事で、アイリーンとノートンが結婚する立会人をさせられてしまったのだった。
結婚した二人が新婚旅行などで出かけると取り戻すのは難しくなる。ホームズはすぐに行動を起こすことを決め、ワトスンに助力を頼む。写真が家の中にあると推理し、アイリーン自身にその場所を教えてもらおうというのである。
家へ戻ってきたアイリーンが馬車から降りようとしたとき、周囲で男たちの喧嘩が始まった。喧嘩に巻き込まれそうになったアイリーンを、聖職者に変装したホームズが守ろうとして、負傷する。顔から大量の血を流して倒れたホームズは、アイリーンの家へと運び込まれた。
一部始終を見守っていたワトスンは、ホームズの合図で発炎筒を家の中に放り込み、野次馬たちと声を合わせて火事だと叫ぶ。その声を聞き、立ちこめる煙を見たアイリーンは、とっさに最も大事なもの、写真を取り出そうとしてしまい、ホームズにその隠し場所を知られる。ホームズの負傷は家へ入りこむための芝居であり、喧嘩をはじめた男たちや野次馬は、みなホームズが手配していたのである。
隠し場所を知ったホームズは、明日ボヘミア王と一緒に家を訪ねて写真を取り戻すことにして、ワトスンと二人でベーカー街へ戻る。ホームズがドアの前で鍵を開けようとしたとき、通行人の青年から「おやすみなさい。」と声をかけられる。しかし、青年が誰なのかはホームズにも分からなかった。
翌日、ホームズとワトスンは王を伴いアイリーンの家を訪れるが、アイリーンの姿はない。残っていた使用人から、アイリーンはノートンと共に大陸へ旅立ったという伝言を聞かされる。慌てて確認した隠し場所には、手紙とアイリーン1人だけの写真が残されていた。昨日の騒動の後、負傷した聖職者がホームズだと気付いたアイリーンは、男装してベーカー街まで尾行し正体を確認すると、挨拶の声をかけて立ち去ったのであった。手紙には、夫ノートンと相談した結果、ホームズが相手では逃げるしかないと考え、姿を消すと書かれていた。王と撮った写真に関しては、結婚した身であり悪用する意図はもはやなく、お守りとして手元におきたいという。その代わりとして、アイリーン1人だけの写真を、手紙と共に残していったのだった。
アイリーンの手紙を読んだ王は、身分さえ釣り合っていたなら立派な王妃になっただろう、と嘆息する。ホームズは写真を取り戻すことができなかったと謝罪するが、王は写真は焼いたも同然で、依頼は果たされたと述べ、とりあえずの謝礼として填めていたエメラルドの指輪を渡そうとする。しかしホームズは、王の持ち物にはもっと貴重なものがあり、それが欲しいと言う。その貴重なものとは、アイリーンの写真であった。
この事件以降、ホームズが女性の知恵を馬鹿にすることはなくなった。ホームズにとって、アイリーン・アドラーはいつでも「あの女性」なのである。

## 研究

### 年代学

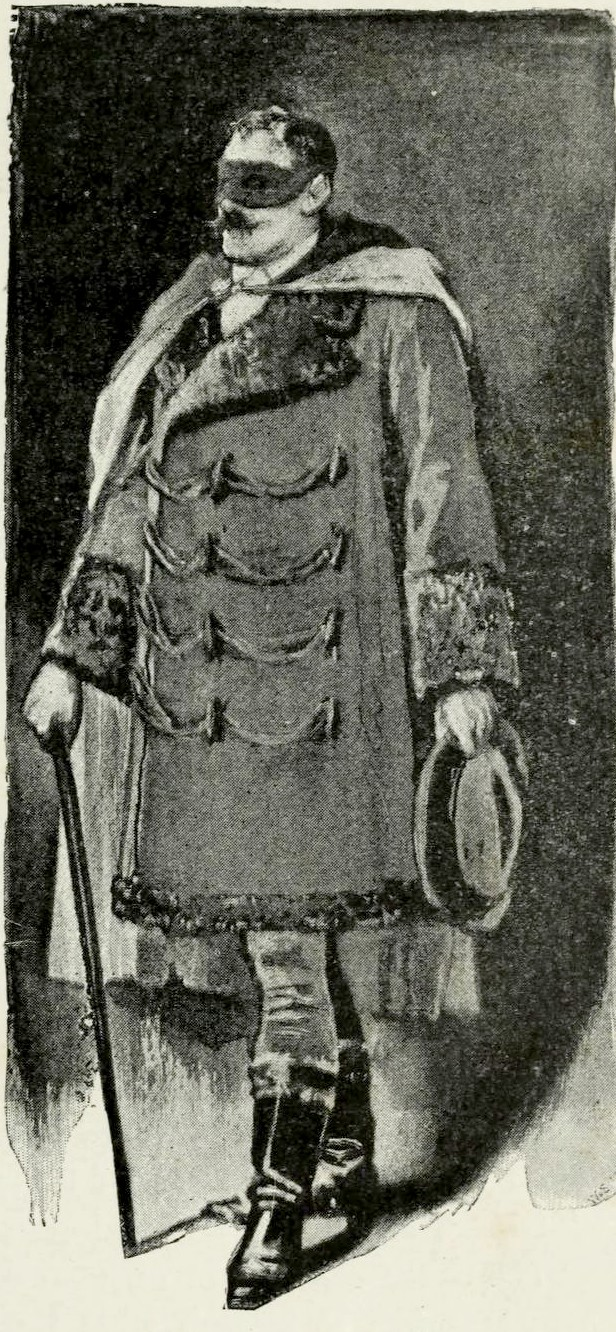
マスクをして現れたボヘミア王 - シドニー・パジェット画、「ストランド・マガジン」掲載の挿絵

この事件の発生年代については、作中に「1888年3月20日」と明記されているが、1887年や1889年だとする説もある。1888年3月20日は火曜日である。しかし、ボヘミア王の婚約発表が次の月曜日の予定だと聞いたホームズは「まだ3日間の余裕がある」と答えているため、本当に火曜日の出来事なのか、年代は正しいのか研究の余地がある。正典60編の事件を発生年代順に並べた『詳注版シャーロック・ホームズ全集』を発表したベアリング＝グールドの説では、1887年5月20日の金曜日から5月22日の日曜日までの事件としている。グラナダ版ドラマではボヘミア王が「金曜日にはロンドンを立たなければならない」と説明している。この事件の時点でワトスンが結婚生活を送っている相手は、『四つの署名』で出会ったメアリー・モースタンだと考えられているが、ベアリング＝グールドはメアリー説を否定し、「ボヘミアの醜聞」は『四つの署名』より以前の事件であり、結婚生活を送っている相手はメアリーではなく1人目の妻であるとした。この説では、再会したワトスンに対し太ったことを指摘して、結婚が似合っていると評したホームズの発言は、実際にはもう少し前、おそらく短編「ライゲートの大地主」の際の出来事だとしている。

### ボヘミア王
作中に依頼人として登場する「ボヘミア王」が、誰をモデルにしているかについては諸説ある。当時のボヘミア王はフランツ・ヨーゼフ1世（在位：1848年 - 1916年）であったが、1830年生まれのため年齢的に該当しない。フランツ・ヨーゼフ1世の息子ルドルフ大公（1858年生まれ）とする説、甥のフランツ・フェルディナント大公（1863年生まれ）とする説、後のドイツ皇帝ヴィルヘルム2世（1859年生まれ）とする説、後のイギリス王アルバート・エドワード皇太子（1841年生まれ）とする説がある。定説となっているものはないが、事件発生時の年齢だけを考慮すると4人の中ではルドルフ大公の可能性が高くなるとする説や、1889年に起きたルドルフ大公の心中事件とこの短編の類似性を指摘する説などが存在する。
ただし、本作における「ボヘミア」が、実在のチェコと同一国家であるという明白な記述は無く、架空の国の可能性もある。国内にドイツ語圏が存在するなど、当時オーストリア帝国統治下にあったチェコと重なる点もあるが、イギリス文学において「ボヘミア」とは、シェイクスピアの『冬物語』では「海岸を持つ国」と描写されるなど架空の要素が目立つ。同様に、本作及び『未婚の貴族』で挙げられる「スカンジナヴィア国王」も架空であり、スカンジナヴィアは一部統一されていた時期はあったものの、そういう名の王国は存在しなかった。

### ホームズとアイリーン・アドラー
アイリーン・アドラーは、ホームズが「あの女性 (the woman)」とただひとり定冠詞をつけて呼ぶ特別な存在である（事件について話す時は「アイリーン・アドラー」と名前でいう場合もある）。ホームズはアイリーンを初めて見たときの感想として、「男が命をかけても惜しくないほどの、美しく心ひかれる顔をした女性」とワトスンに語った。作中、ワトスンはホームズがアイリーンに恋愛に似た感情を抱いているわけではないと書いているが、シャーロキアンの間では、やはり恋愛に似た感情を持っていたのではないかとする説と、ワトスンの書いた通りで、唯一能力的に敵わなかった女性として特別なのだとする説に分かれる。事件の終わりにホームズがアイリーンの写真を欲しがった理由についても、ブロマイドとして手元に置きたかったという説、変装した彼女と再会したときに見破るためとする説、完全に成功できなかった事件の自戒のためだとする説などに解釈が分かれている。
なお、ホームズ自身は「悪魔の足」で「自分は人を愛したことはない」と告白している。
ベアリング＝グールドは1962年に発表したホームズの伝記の中で、大空白時代にホームズとアイリーンが再会して同居生活を送り、息子を儲けたことにしている。この設定は1976年のテレビ映画『シャーロック・ホームズ イン・ニューヨーク』でも使用された。
なお、ワトスンはアイリーンは『ボヘミアの醜聞』の話を書きまとめている時点で死亡していると認識しており、前書き的な冒頭部分で「故アイリーン・アドラー（the late Irene Adler）」という記述がある。

### その他
執筆当初は「A Scandal of Bohemia」という題名だった。題名や作品の雰囲気などに、オペラ『ラ・ボエーム』の原作小説で、アンリ・ミュルジェールが1848年に書いた『ボエーム生活情景』から影響を受けている可能性が指摘されている。
作中、ベーカー街の下宿の女主人がターナー夫人 (Mrs.Turner) となっている。
シリーズではこの場面をのぞき下宿の女主人はハドスン夫人 (Mrs.Hudson) であるため、その正体については諸説ある。リチャード・ランセリン・グリーンは、短編「空き家の冒険」の原稿に、ターナー夫人と書いた後にハドスン夫人へ訂正している箇所があるため、同様の書き誤りであるとしている。